# Albert (Texas)
Albert, ursprünglich Martinsburg, ist ein verlassenes Dorf in den Vereinigten Staaten im Bundesstaat Texas.

## Geschichte
Der Grundstein für das Dorf wurde 1877 von Fritz Wilke, George Maenius und John Petri gelegt. Diese waren auf der Suche nach Weiden für ihr Vieh und erwarben daher das Land. 1877 wurde im damals Martinsburg genannten Ort eine Poststation eröffnet, welche bis 1886 in Betrieb war. 1892 zog Carl Albert Luckenbach vom zwanzig Meilen entfernten Luckenbach nach Martinsburg. Als er hier eine neue Poststelle eröffnete, wurde sie als Albert registriert, womit der Ort seinen neuen Namen erhielt.
1891 wurde die erste Schule in Albert eröffnet, sechs Jahre später eröffnete das erste Geschäft Alberts seine Türen.
Im Jahr 1900 wurde ein neues Schulgebäude errichtet, in welchem der spätere US-Präsident Lyndon Baines Johnson ein Jahr lang unterrichtet wurde. 1922 wurde in Albert ein Tanzsaal eingeweiht. 1985 war das Geschäft geschlossen, das Rathaus wurde als Lager verwendet, und die Schule wurde als Gemeinschaftshaus verwendet.
Im März 2003 erwarb Robert L. Cave das Dorf. 2007 versuchte der Besitzer Bobby Cave das 13 Acre umfassende Gelände zu versteigern. Als Mindesterlös verlangte er 2,5 Millionen US-Dollar (1,73 Mio. Euro). Am 23. November 2007 wurde das Dorf für 3.000.800 $ an einen Italiener verkauft.

## Einwohnerentwicklung
1925 lebten 50 Menschen in Albert, 1964 waren es vier und 1972 25. 1985 wie auch 1990 und 2000 wurden jeweils 25 Einwohner für die Siedlung gemeldet. Im Jahr 2007 gab es hier keine ständigen Bewohner mehr.